# Aysel Bataklı Damın Kızı
Pour plus de détails, voir Fiche technique et Distribution.
Aysel Bataklı Damın Kızı est un film turc réalisé par Muhsin Ertuğrul, sorti en 1935.

## Fiche technique
- Titre : Aysel Bataklı Damın Kızı
- Réalisation : Muhsin Ertuğrul
- Scénario : Hasan Cemil et Nâzım Hikmet d'après une nouvelle de Selma Lagerlöf
- Musique : Cemal Reşit Rey
- Pays de production : Turquie
- Format : Noir et blanc
- Genre : drame
- Durée : 80 minutes
- Date de sortie : 1935

## Distribution
- Talat Artemel (tr) : Ali
- Cahide Sonku (en) : Aysel
- Feriha Tevfik : Gülsüm
- Sait Köknar (tr) : Ali'nin babası
- Behzat Butak (tr) : Gülsüm'ün Babasi
- Mahmut Moralı (tr) : Satilmiszade
- İsmail Galip Arcan (tr)
- Müfit Kiper (tr)
- Hâdi Hün (tr)
- Hâzım Körmükçü (tr)
- Sami Ayanoğlu (tr)
- Muhsin Ertuğrul